# Уитмарш, Тим
Тим Уитмарш (англ. Timothy (Tim) John Guy Whitmarsh; род. 23 января 1970, Челмсфорд, Англия) — британский антиковед, эллинист, специалист по культуре греков времен Римской империи. Доктор, профессор Кембриджа с октября 2014 года, прежде профессор Оксфорда, преподаватель Эксетерского университета. Член Британской академии (2020). Фелло кембриджского Колледжа Святого Иоанна, почётный фелло Эксетерского университета. Отмечен Goodwin Award of Merit. Числился в оксфордском Колледже Корпус-Кристи.
Редактор Cambridge Classical Journal.
Шеф-редактор пятого издания Oxford Classical Dictionary. Исходит из гипотезы, что «христианство было логическим завершением римлян, а не противоядием от них» («Christianity was the logical fulfilment of, not an antidote to, Romanness»). Его называют одним из самых новаторских британских классицистов (антиковедов) своего поколения.
Писал для Guardian, Observer, Times Literary Supplement, London Review of Books, выступал по радио и ТВ Би-би-си.
Автор более 80 научных статей, девяти книг, в частности: Battling the Gods: Atheism in the Ancient World (Alfred A Knopf, 2015), Dirty Love: The Genealogy of the Ancient Greek Novel (Oxford University Press, 2018). Battling the Gods вошла в шорт-листы Runciman Prize, Hessell-Tiltman Prize и London Hellenic Prize.
Двое детей.